# Decreto de Unificación
El Decreto de Unificación fue una norma jurídica promulgada durante la guerra civil española, el 20 de abril de 1937, por el general Francisco Franco en Salamanca y mediante el cual se fusionaban bajo su mando los partidos políticos Falange Española de las Juntas de Ofensiva Nacional Sindicalista (FE de las JONS) y la Comunión Tradicionalista, creándose un nuevo partido único con el nombre de Falange Española Tradicionalista y de las Juntas de Ofensiva Nacional Sindicalista (FET y de las JONS). Los restantes partidos políticos existentes en la zona sublevada fueron suprimidos. Su promulgación estuvo precedida por los sucesos de Salamanca (o «crisis de Salamanca») de la noche del 16 al 17 de abril que pusieron de manifiesto «la existencia de una lucha soterrada por el poder entre las diferentes fracciones aglutinadas en la España franquista».

## Antecedentes
Tras la creación de la Junta Técnica del Estado en octubre de 1936, el siguiente paso en el afianzamiento del poder del nuevo Caudillo de las fuerzas rebeldes se produjo al año siguiente, cuando después del fracaso de la toma de Madrid (entre noviembre de 1936 y marzo de 1937) se planteó la necesidad de que hubiera una mayor unidad entre las fuerzas políticas que estaban apoyando la sublevación. En esto, el Generalísimo Franco no hacía sino seguir el que fue siempre el modelo político de los sublevados: la dictadura de Primo de Rivera. Había que crear un partido único a partir de la fusión de las dos fuerzas que habían aportado sus milicias a la insurrección (Alzamiento Nacional, según los sublevados) y que más habían crecido desde el inicio de la guerra: carlistas y falangistas. Las otras fuerzas políticas que apoyaban el golpe de Estado, que eran «toleradas» pero no estaban reconocidas, como los monárquicos filofascistas de Renovación Española o los corporativista-católicos de la CEDA, como no aportaban prácticamente combatientes, apenas tenían influencia alguna y fueron completamente marginadas —como le sucedió al líder de la CEDA José María Gil-Robles—. En octubre de 1936, había unos 36 000 falangistas y unos 22 000 carlistas en los frentes. Las otras tendencias, como los alfonsinos o los cedistas, aportaban unos 6000.

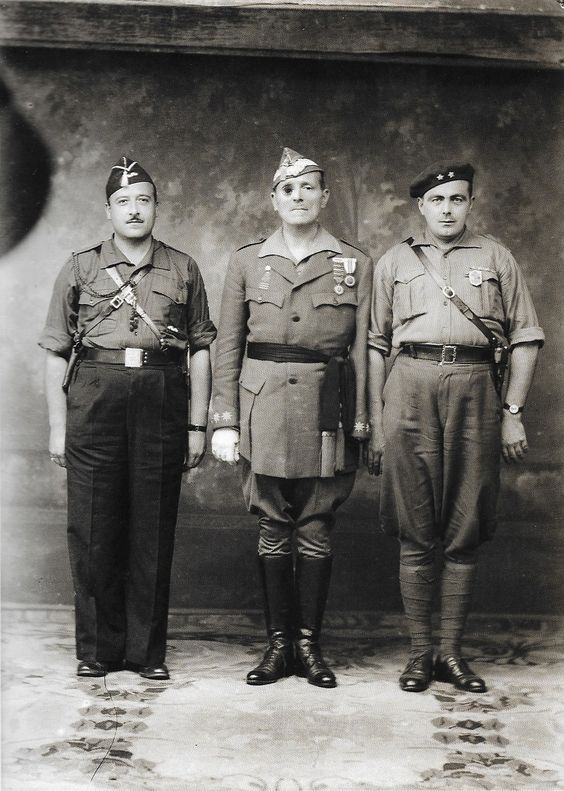
José Millán-Astray, fundador de la Legión Española, rodeado de un falangista y un carlista antes del Decreto de Unificación.

Pero tanto falangistas como carlistas tenían sus propios proyectos y aspiraciones para el nuevo Estado que se estaba construyendo en la zona sublevada. El jefe nacional de Falange Española de las JONS, José Antonio Primo de Rivera, estaba encarcelado en Alicante desde antes del inicio de la guerra y para suplir su ausencia el 2 de septiembre de 1936 se había constituido en Valladolid una Junta de Mando Provisional encabezada por Manuel Hedilla, «un político de escasa talla —y acaso nombrado por eso mismo—» que no gozaba del prestigio de Primo de Rivera y que en poco tiempo había empeorado sus relaciones con el círculo de poder que rodeaba a Franco. La Junta se trasladó a Salamanca a principios de octubre para estar cerca del Cuartel General del Generalísimo, sito en el Palacio Episcopal de la capital charra, y el 21 de noviembre se celebró allí el III Consejo Nacional de Falange, un día después de que su líder Primo de Rivera fuera ejecutado en Alicante en virtud de la sentencia a muerte que dictó el tribunal que lo juzgó —un hecho que muy pocos falangistas conocían—. «La noticia de la muerte de José Antonio, conocida a través de la prensa republicana y extranjera, se ocultó en la España de los sublevados. Franco utilizó el culto al Ausente para dejar vacío el liderazgo del partido y manejar a Falange como un mecanismo de movilización política de la población civil».
En cuanto a la Comunión Tradicionalista carlista, su líder Manuel Fal Conde intentó mantener la independencia de su organización y de los requetés, pero el primer paso importante que dio en diciembre de 1936 —el intento de crear una Real Academia Militar de Requetés, diferenciada de las academias militares y por tanto fuera de la estructura del Ejército— tuvo una respuesta fulminante por parte del Generalísimo Franco: o se sometía a un consejo de guerra por «traición» o abandonaba España. Fal Conde tomó la segunda opción y se expatrió a Portugal, de donde no regresaría hasta el verano del año siguiente, una vez concluida la unificación. Inmediatamente después, el 20 de diciembre de 1936, Franco decretó la militarización de las milicias carlistas y falangistas.

## Las fracasadas negociaciones entre falangistas y carlistas
En la primavera de 1937, Franco y su nuevo asesor político Ramón Serrano Suñer —su propio cuñado y antiguo diputado de la CEDA que había llegado a Salamanca evadido de la zona republicana— veían con preocupación las crecientes tensiones entre monárquicos alfonsinos, carlistas, falangistas y los católicos de la CEDA. La expulsión de Fal Conde a Portugal había soliviantado el ánimo de muchos carlistas. Aunque la idea de una unificación de todos los movimientos políticos ya había sido planteada en algunos círculos, resultaba demasiado idílico como para ser un hecho. Hedilla puso condiciones a la posibilidad de una unificación voluntaria, temiendo la futurible y posible unificación imperativa a instancias de Franco y el Cuartel General del Generalísimo. Su intención de favorecer la unificación, siempre que FE de las JONS mantuviese una posición preeminente en el partido único resultante, será visto como traición a los principios primitivos del movimiento por algunos líderes falangistas como Agustín Aznar y Sancho Dávila.
El propio Franco consideraba que para evitar que una vez terminada la guerra pudiera retoñar en España el «peligro comunista», era preciso formar un régimen fuerte, lo que solo podía hacerse «mediante la unificación de todas las fuerzas españolas, agrupadas en un solo ideal nacional». Según el Generalísimo, se estaba produciendo además un fenómeno político en la captación de afiliados por parte de Falange y Requeté, pues la opinión española se polarizaba en ambas organizaciones, de forma tal que la masa de significación izquierdista se afiliaba a Falange, mientras que la de derechas lo hacía en el Requeté, con lo que, nuevamente, «se crearían en España las eternas disensiones entre derechas e izquierdas, con la consecuente lucha de clases», lo cual urgía evitar en beneficio de España y para que hacer «verdaderamente eficaz y positivo el triunfo de la guerra».
Así, desde el Cuartel General de Franco en Salamanca, Serrano Suñer propició un acercamiento entre la Comunión Tradicionalista y Falange Española de las JONS con vistas a su fusión, pero las diferencias ideológicas y políticas que les separaban eran casi insalvables —pues eran las que separaban el tradicionalismo del fascismo—, y además había otro obstáculo que era innegociable: que al frente del partido único se situara el propio general Franco. Es decir, que ambas partes tenían que aceptar que la nueva formación política quedaría supeditada al poder personal del generalísmo, vértice del poder militar y político. Para apoyar esta idea se difundió desde el Cuartel General de Salamanca el lema «una Patria, un Estado, un Caudillo», copia del lema nazi «ein Volk, ein Reich, ein Führer» («un pueblo, un imperio, un líder») Algunos autores han señalado al teniente de ingenieros Ladislao López Bassa como uno de los ideólogos del establecimiento de una «Falange unificada y franquista».
La idea de una unificación voluntaria se dirigía a proteger la autonomía de ambas formaciones políticas ante el temor a una unificación imperativa por «ajenos» a sus principios ideológicos, así como buscando evitar quedar excluidos de un primer gobierno del Estado. En todo caso, pensaban ofrecerle el mando del nuevo partido a Franco, «un mando más o menos simbólico, pensando que el verdadero control lo retendrían las dos organizaciones unificadas». En realidad, los dirigentes falangistas visualizaban la unión voluntaria como una absorción, es decir, «ingreso de la Comunión Tradicionalista en Falange Española de las JONS, a cambio de algunas contrapartidas».
Las conversaciones entre falangistas y carlistas se iniciaron en Lisboa, lugar de residencia forzosa de Manuel Fal Conde, el 16 de febrero de 1937. En ese encuentro, los negociadores falangistas habían planteado que el regente de la Comunión, Javier de Borbón-Parma, delegase su mando en Falange; por su parte, Fal Conde planteó que éste fuese el jefe del movimiento unificado, que «no implicaría ninguna incorporación de un partido en el otro, sino una unión manteniendo la independencia cada uno». Al final, los únicos acuerdos consensuados en Lisboa serán:

1.º No admitir intervención alguna de tercero en las relaciones entre ambas fuerzas.
2.º Oponerse a la constitución de cualquier Gobierno de hombres civiles que no esté formado, exclusivamente, por representantes de ambos movimientos.
3.º Ninguna de las dos fuerzas realizará alianzas o inteligencias con otras agrupaciones políticas.
4.º Este acuerdo subsistirá en tanto dure el diálogo entre ambos movimientos para lograr la unidad.
Recogido en "El gran golpe. El caso Hedilla o cómo Franco se quedó con Falange", J. M. Thomàs, p. 46.

Ese mismo mes de febrero se reanudarán en Salamanca las negociaciones. En ellas, los falangistas «habían insistido en la absorción por integración de los carlistas en Falange a cambio de concesiones como la aceptación de la instauración de una monarquía católica y tradicionalista», pero abriendo la puerta a diversas opciones en tanto que candidatos a ocuparla como regentes, «el propio Franco o don Juan de Borbón y Battenberg».En todo caso, Hedilla también estableció contactos con Franco y su entorno político (Serrano Suñer, Pedro González-Bueno y Bocos o Ladislao López Bassa), con el que mantendría buenas relaciones. En ese sentido, Thomàs resume la estrategia del jefe falangista:

En resumen, Hedilla se había movido entre dos aguas a la vez: buscando la unión voluntaria con los carlistas y, al mismo tiempo, en torno a Franco con el objetivo de conseguir una unificación favorable a FE de las JONS. Persona realista y, sobre todo, nada prepotente en comparación con sus camaradas, entendió mejor la situación en la que se encontraba Falange que los Aznar, Garcerán, Dávila y otros, además de ser más flexible que ellos. Mantuvo con el Generalísimo una actitud altamente respetuosa y procuró tener una buena relación con él al ser consciente de que en última instancia era de éste de quien dependía el futuro de FE de las JONS.

Todo esto no dejó de crear tensiones en el seno de ambos partidos: en el caso carlista, entre el núcleo navarro del conde de Rodezno, más pragmático y proclive a la unión de fuerzas, y la facción de Fal Conde, más intransigente al respeto; y en el caso falangista, entre un núcleo agrupado en torno a Hedilla y que aceptaba la unificación siempre que el predominio fuese para FE de las JONS, y los contrarios a cualquier pérdida de identidad y autonomía, destacando lo que Thomàs denomina «el grupo Primo», formado por el clan joseantoniano. El faccionalismo dentro de Falange desembocará en un intento de destitución de Hedilla por parte del triunvirato Agustín Aznar, Sancho Dávila y Fernández de Celis y Jesús Muro Sevilla, siendo este último substituido previa renuncia voluntaria por José Moreno, antiguo jefe territorial de Navarra y Vascongadas, junto al nuevo secretario general, Rafael Garcerán Sánchez. La respuesta de Hedilla y su camarilla (destacando José Antonio Serrallach, Víctor de la Serna y José María Alonso Goya), en la noche del 16 al 17 de abril de 1937 detonará los Sucesos de Salamanca, enfrentamiento entre falangistas de una facción y otra durante los cuales murieron varias personas y que será aprovechado por Franco para imponer su unificación.

## El Decreto de Unificación de abril de 1937

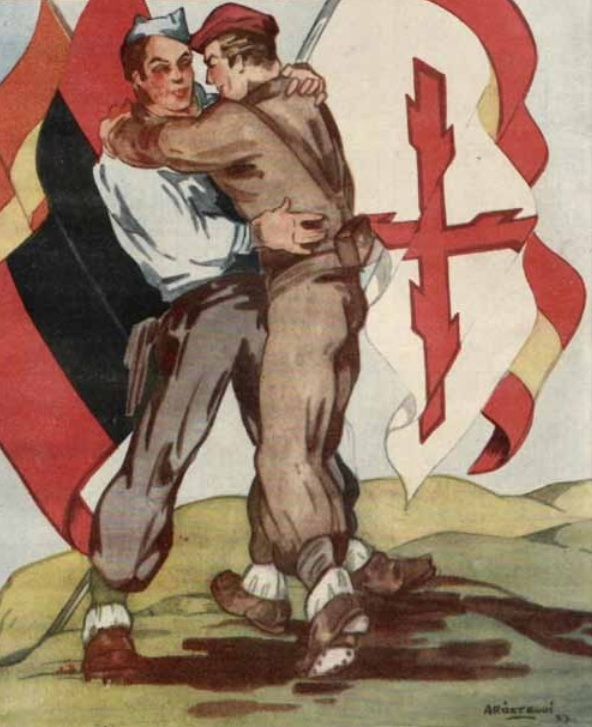
Dibujo publicado en la revista infantil Flechas y Pelayos en mayo de 1937 aludiendo a la unificación.

Finalmente, el Cuartel General de Franco decidió actuar. El mismo día en que los falangistas contrarios a la fusión celebraron un Consejo Nacional en el que eligieron a Manuel Hedilla como jefe nacional «hasta que se reintegre a su puesto José Antonio Primo de Rivera o Raimundo Fernández-Cuesta», el domingo 18 de abril, el propio general Franco anunció en un importante discurso su resolución de promulgar al día siguiente un Decreto de Unificación de Falange Española y la Comunión Tradicionalista, que pasaban a estar ahora bajo su jefatura directa como jefe nacional. El escritor falangista Ernesto Giménez Caballero fue el autor del borrador del discurso que pronunció Franco ante el micrófono de Radio Nacional, desde el Cuartel General —cuyo edificio había sido cedido a Franco por el obispo de Salamanca Enrique Pla y Deniel—. «Explicando las razones y propósitos de la Unificación —escribió Serrano Suñer en sus memorias—, Franco leyó un discurso bien construido, obra del escritor Giménez Caballero en su casi totalidad —pues no había en él más que unas líneas mías—, que causó muy buena impresión entre un sector tradicionalista en el que recuerdo los grandes elogios que mereció del conde de Rodezno».
Franco no solo no informó a Hedilla sino que lo mandó detener una semana después, junto con otros falangistas disidentes, cuando se negó a integrarse en la Junta Política del nuevo partido como simple vocal y además comunicó a sus jefes provinciales que obedecieran únicamente sus propias órdenes, mientras que a Fal Conde y otros carlistas Franco los mantuvo alejados del centro de poder. Después de esto la mayoría de altos mandos militares, incluidos Mola o Queipo de Llano, aceptaron el hecho con más o menos reticencias, mientras que la mayoría de militantes —entre ellos, el destacado líder carlista Conde de Rodezno— de las organizaciones políticas también lo aceptaron y pasaron a servir al nuevo líder. Renovación Española se autodisolvió por decisión de su líder Antonio Goicoechea y José María Gil-Robles dio instrucciones a Acción Popular, el principal partido de la CEDA, para que acatara el decreto, aunque su posición política no mejoró por ello y continuó exiliado e ignorado por el nuevo régimen.
La promulgación del decreto por el que se creaba el partido único Falange Española Tradicionalista y de las JONS se hizo efectiva el 20 de abril. El decreto constaba de un largo preámbulo y tres artículos en los que se creaba «un partido único al estilo fascista, al que llamaba Movimiento, colocaba a Franco a su frente, y lo entendía como el soporte del Estado, intermedio entre la sociedad y un Estado al que se designaba como Nuevo Estado Totalitario».

Llegada la guerra a punto muy avanzado y próxima la hora de la victoria, urge acometer la gran tarea de la paz, cristalizando en el Estado nuevo el pensamiento y estilo de nuestra Revolución Nacional. [...] Esta unificación que exijo en el nombre de España y en el nombre sagrado de los que por ella cayeron —héroes y mártires— [...] no quiere decir ni conglomerado de fuerzas ni mera concentración gubernamental, ni unión pasajera. [...] Su norma programática está constituida por los veintiséis puntos de Falange Española [...] Cuando hayamos dado fin a esta ingente tarea de reconstrucción espiritual y material, si las necesidades patrias y los sentimientos del país así lo aconsejan, no cerramos el horizonte a la posibilidad de instaurar en la Nación el régimen secular que forjó su unidad y su grandeza histórica.
Por todo lo expuesto,
dispongo:
Artículo Primero: Falange Española y Requetés, con sus actuales servicios y elementos, se integran, bajo Mi Jefatura, en una sola entidad política de carácter nacional que, de momento, se denominará Falange Española Tradicionalista y de las J.0.N.S.
Esta organización, intermedia entre la Sociedad y el Estado, tiene la misión principal de comunicar al Estado el aliento del pueblo y de llevar a éste el pensamiento de aquél, a través de las virtudes político-morales, de servicio, jerarquía y hermandad. [...] 
Dado en Salamanca a diecinueve de abril de 1937. Francisco Franco.

También se estableció la creación de una Milicia Nacional de FET y de las JONS:

Artículo tercero. Quedan fundidas en una sola Milicia Nacional las de Falange Española y de Requetés, conservando sus emblemas y signos exteriores. A ella se incorporarán también, con los honores ganados en la guerra, las demás milicias combatientes.
La Milicia Nacional es auxiliar del Ejército.
El Jefe del Estado es Jefe Supremo de la Milicia. Será Jefe directo un General del Ejército con dos subjefes militares procedentes, respectivamente, de las Milicias de Falange Española y de Requetés. Para mantener la pureza de su estilo se nombrarán dos asesores políticos del mando.

En los estatutos del partido único publicados el 4 de agosto, se estableció que el caudillo solo sería «responsable ante Dios y ante la Historia», y ante nadie más.
«Para que no quedara duda sobre la ubicación del poder en lo que ya comenzaba a llamarse Nuevo Estado, el jefe nacional de Falange, Manuel Hedilla —con otros camaradas reacios a incorporarse a la Junta Política del nuevo partido— fue juzgado y condenado a muerte por su «manifiesta actuación de indisciplina y de subversión frente al Mando y el Poder únicos e indiscutibles de la España nacional». A todos debía quedar claro que la unidad de mando militar sería en el futuro unidad de mando político». Franco siguió los consejos de la hermana del líder del sector «puro» de Falange, Pilar Primo de Rivera, de Serrano Suñer y del embajador alemán Von Faupel e indultó a Hedilla. Sin embargo, Hedilla tuvo que cumplir una condena de cárcel en Canarias hasta 1943, y luego fue confinado en destierro en Palma de Mallorca hasta 1947.
El decreto fue contestado severamente por el jefe carlista Fal Conde, lo que le valió una condena a muerte —lo que le obligó a seguir exiliado en Portugal—. Pero después, Franco en persona invitó a Fal Conde a formar parte del Consejo Nacional de FET, en noviembre de 1937. Fal Conde no aceptó y el ofrecimiento fue retirado definitivamente el 6 de marzo de 1938. El conde de Rodezno, líder del carlismo navarro, principal bastión tradicionalista, y que había colaborado en la unificación, fue nombrado ministro de Justicia en el primer gobierno del general Franco de enero de 1938.

## Las consecuencias del Decreto

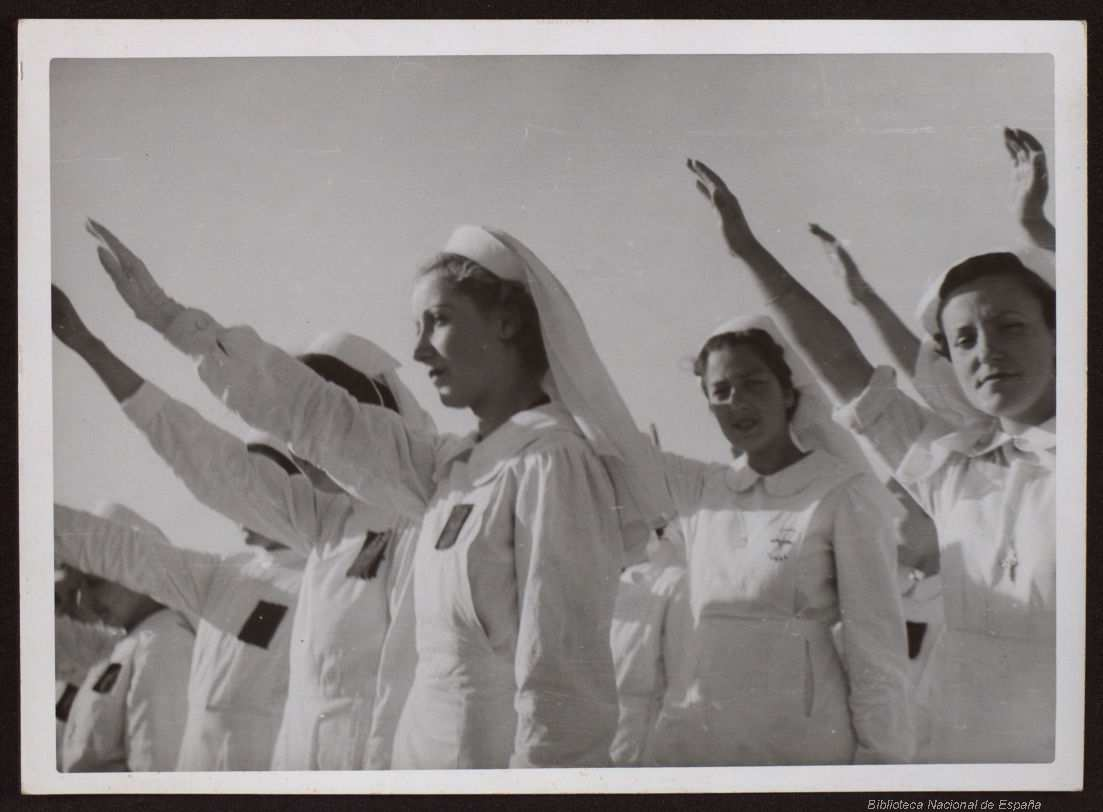
Celebración del primer aniversario de la Unificación en Zaragoza, 19 de abril de 1938: enfermeras de Asistencia Social, integradas en FET de las JONS, saludan brazo en alto.

En octubre de 1937, fueron nombrados por Franco los 50 miembros del Consejo Nacional de FET y de las JONS, la mitad de los cuales eran falangistas y una cuarta parte carlistas, además de cinco monárquicos y ocho militares, incluido el general Queipo de Llano. El Consejo Nacional de FET y de las JONS no pasó de ser un órgano meramente consultivo. Lo mismo se podía decir de FET y de las JONS, cuya única actividad quedaba reducida en la práctica a efectuar propaganda. La estructura del llamado Movimiento podría parecer un estado paralelo, pero en la realidad no pasaba de ser una simple estructura burocrática, muchas veces como oficina de colocación o favores personales. En 1974, al final de la dictadura franquista, el general Franco gravemente enfermo le confesaba a su médico personal, Vicente Gil: «Vicente, los falangistas, en definitiva, sois unos chulos de algarada»; a lo que Vicente Gil replicó: «Mi General, eso es algo que no consiento y desearía que ésta fuese la última vez que hable de este tema. Porque mi General, de los falangistas no opinaba usted así en el comienzo de la guerra, cuando nos utilizaba. Recuerdo que usted, mi General, fue a felicitarme a Posada de Llanera y a felicitar a mi centuria de falangistas de esos a los que usted llama hoy “chulos de algarada”. Entonces nos conceptuaba como a héroes».
Sin embargo, los dirigentes de Falange ocuparon muchos de los puestos más importantes en la administración y en el partido. Además de que la mitad de los miembros del Consejo Nacional de FET y de las JONS eran falangistas, el nuevo secretario del partido único nombrado a principios de diciembre de 1937 por el Caudillo fue Raimundo Fernández Cuesta, el «camisa vieja» de Falange más importante que quedaba, que acababa de llegar a la zona sublevada tras ser canjeado por el republicano Justino de Azcárate. Lo mismo sucedió con las principales delegaciones nacionales del nuevo partido que también fueron ocupadas por falangistas: la Sección Femenina por Pilar Primo de Rivera y el Auxilio Social por Mercedes Sanz Bachiller. «Ningún antiguo jerarca de Falange, con excepción de algunos hedillistas, se quedó fuera del reparto del pastel. Allí estaban Dionisio Ridruejo, Alfonso García Valdecasas, José Antonio Giménez-Arnau, Pedro Gamero del Castillo, Antonio Tovar o Julián Pemartín».
Neutralizados los principales disidentes falangistas y carlistas, apenas una minoría, el Decreto de Unificación llevó la tranquilidad política a la zona sublevada, eliminó las luchas intestinas entre las diversas facciones políticas, prácticamente inexistentes en comparación con la zona republicana, y permitió concentrar el esfuerzo en las operaciones militares.